# Бланкенберг (Мекленбург)
Бланкенберг (нем. Blankenberg) — община в Германии, в земле Мекленбург-Передняя Померания.
Входит в состав района Пархим. Подчиняется управлению Штернбергер Зеенландшафт. Население составляет 428 человек (на 31 декабря 2010 года). Занимает площадь 21,33 км².